# Верховых, Иван Иванович
Иван Иванович Верховых (род. 9 марта 1957) — советский и российский актёр театра и кино, театральный режиссёр.

## Биография
Иван Верховых родился 9 марта 1957 года в селе Самойловка Саратовской области.
Учился в Саратовском театральном училище, окончил его в 1978 году получив специальность актёр (курс Ю. П. Киселёва, Ю. П. Ошерова, Е. А. Росс).
В 1990 году окончил заочно режиссёрский факультет Щукинского училища (курс И. Захавы).
С момента окончания Саратовского театрального училища работал актёром в Саратовском ТЮЗе, проработал там 8 лет.
В 1988 году Иван Верховых создал в Саратове театр Академия театральных художеств, стал режиссёром театра и его художественным руководителем. Лишь спустя пять лет после создания АТХ был придан официальный статус.
Иван Верховых ставил прозу, за которую лишь немногие театры России осмеливались браться (Даниил Хармс, Сергей Козлов, Владимир Казаков), и ту, за которые театры не брались вовсе (Евгений Попов, Михаил Кузьмин), пьесы, которые в силу своей сложности ставились крайне редко («Эмигранты» С. Мрожека, «Когда пройдет пять лет» Ф. Г. Лорки). Работы Ивана Верховых неизменно получали высокую оценку жюри, критики и зрителей на многочисленных фестивалях и конкурсах, в которых принимал участие возглавляемый им театр. АТХ имел стойкую репутацию одного из самых интересных российских театральных коллективов, неоднократно гастролировал по России и зарубежью.
В театре АТХ Иван Верховых ставил произведения Даниила Хармса, Сергея Козлова, Владимира Казакова, ставились и произведения, которые почти не ставили, ввиду сложности, другие театры: «Эмигранты» С. Мрожека, «Когда пройдет пять лет» Ф. Г. Лорки. Кшиштоф Занусси снял фильм об этом театре.
Театр под руководством Ивана Верховых активно гастролировал по России, выезжал на зарубежные гастроли, участвовал в театральных фестивалях.
В начале 2000-х театр практически прекратил своё существование, так как власти Саратова не оказывали ему поддержки. В 2003 году Иван Верховых был принят в труппу театра Петра Фоменко.

## Творчество

### Роли в театре

#### Московский театр «Мастерская П. Фоменко»
- 2004 — «Три сестры» А. П. Чехова. Режиссёр: Пётр Фоменко — Чебутыкин (также выступил в качестве ассистента режиссёра)
- 2006 — «Самое важное» по роману М. Шишкина «Венерин волос». Режиссёр: Евгений Каменькович — Толмач
- 2006 — «Дом, где разбиваются сердца» Б. Шоу. Режиссёр: Евгений Каменькович — Вор
- 2015 — «Школа жён» по пьесе Мольера. Режиссёр: Михаил Крылов — Энрик
- 2015 — «Современная идиллия» по М. Салтыкову-Щедрину. Режиссёр: Евгений Каменькович — Иван Иванович Гадюк-Очищенный, Семён Иванович
- 2016 — «Волемир» по пьесе Фридриха Наумовича Горенштейна. Режиссёр: Евгений Каменькович — Сосед «Волемир»
- 2017 — «Амфитрион» по пьесе Мольера. Режиссёр: Кристоф Рок — Меркурий
- 2018 — «Мастер и Маргарита» по роману М. Булгакова. Режиссёр: Фёдор Малышев — Римский
- 2019 — «Счастливые дни» по пьесе Сэмюэля Беккета. Режиссёр: Вера Камышникова — Вилли
- 2021 — «Доктор Живаго» по роману Бориса Пастернака. Режиссёр: Евгений Каменькович — Александр Александрович Громеко
- 2022 — «Чающие движения воды» по роману Н. Лескова «Соборяне». Режиссёр: Евгений Каменькович — Отец Савелий

### Постановки в театре
- «Эмигранты» С. Мрожека
- «Когда пройдет пять лет» Ф. Гарсиа Лорки
- «Незаживающий рай» В. В. Казакова

### Фильмография
- 1992 — Сон господина Экономиди (режиссёр Е. Крылов)[6]
- 1998 — Бедный Юрик[источник не указан 4693 дня]
- 2009 — Отблески — психиатр Павловский (серия «Хвост скорпиона»)
- 2009 — Исаев — Григорий Федорович Вахт (серия «Бриллианты для диктатуры пролетариата»)
- 2011 — Раскол — Павел Крутицкий
- 2014 — Вычислитель — Джоб
- 2014 — Екатерина — Карамальди, медикус
- 2016 — Мурка — Малкус, фотограф
- 2017 — Анна Каренина — доктор
- 2017 — Трюфельный пёс королевы Джованны — Рычков
- 2018 — Русалки — Чернов
- 2018 — Посольство — Густав Шуберт, следователь криминальной полиции Каледонии
- 2018 — Лапси — Владимир Анатольевич Ахрименко, директор НИИ вирусологии
- 2018 — Амбивалентность
- 2018 — Ищейка-3 — Г. Л. Южный
- 2019 — Фемида видит — Мотя Гройсман, адвокат
- 2019 — Гости
- 2019 — Документалист. Охотник за призраками — Лев Самуилович Штокман, профессор, доктор медицинских наук, гипнолог
- 2019 — Фантом
- 2020 — Анна-детективъ-2 — Альфред Глюк, глазопротезист
- 2021 — Ряд 19 — Евгений
- 2024 — Игры — Гальперин